# وکا (یادگیری ماشین)
وکا (به انگلیسی: Weka) نام یک نرم‌افزار آزاد است که شامل مجموعه‌ای از الگوریتم‌های یادگیری ماشین و داده‌کاوی می‌شود. این ابزار در دانشگاه وایکاتو در کشور نیوزلند توسعه داده شده‌است. وکا در تحلیل داده‌های عظیم کاربرد دارد.